# أبناء توم وجيري
أبناء توم وجيري (بالإنجليزية: Tom and Jerry Kids)‏ مسلسل رسوم متحركة أمريكي، من إنتاج شركة هانا باربرا وتيرنر إنترتينمنت، يظهر فيه أطفال ثنائي القط والفأر المشهوران توم وجيري. تم عرض النسخة الأصلية من البرنامج في شبكة فوكس منذ 8 سبتمبر 1990 وحتى 2 أكتوبر 1993.

## الشخصيات
- ملحوظة: يُفترض أن أسماء الشخصيات الواردة هم أبناء الشخصيات الأصلية.
  - توم
  - جيري
  - سبايك
  - تايك
  - دروبي
  - دريبل

## روابط خارجية
- أبناء توم وجيري على موقع IMDb (الإنجليزية)
- أبناء توم وجيري على موقع روتن توميتوز (الإنجليزية)
- أبناء توم وجيري على موقع كينوبويسك (الروسية)
- أبناء توم وجيري على موقع ألو سيني (الفرنسية)
- أبناء توم وجيري على موقع قاعدة بيانات الفيلم (الإنجليزية)